# Leliano
Úlpio Cornélio Leliano (em latim: Ulpius Cornelius Laelianus), melhor conhecido somente como Leliano e erroneamente chamado Loliano (Lollianus) pela História Augusta e Eliano (Aelianus) por Aurélio Victor, foi usurpador contra o imperador gálico Póstumo (r. 260–269), ele próprio usurpador contra o Império Romano e fundador do Império das Gálias. Inicialmente um oficial sob Póstumo, talvez um legado ou governador da Germânia Superior ou Inferior, usurpou o trono em Mogoncíaco, capital da Germânia Superior, e permaneceu em revolta por aproximados noventa dias, entre o final de fevereiro e início de junho de 269. As causas de sua revolta ainda são disputadas pelos historiadores, e mesmo seu fim é contraditoriamente explicado nas fontes. Leliano é listado como um dos Trinta Tiranos da História Augusta.

## Vida

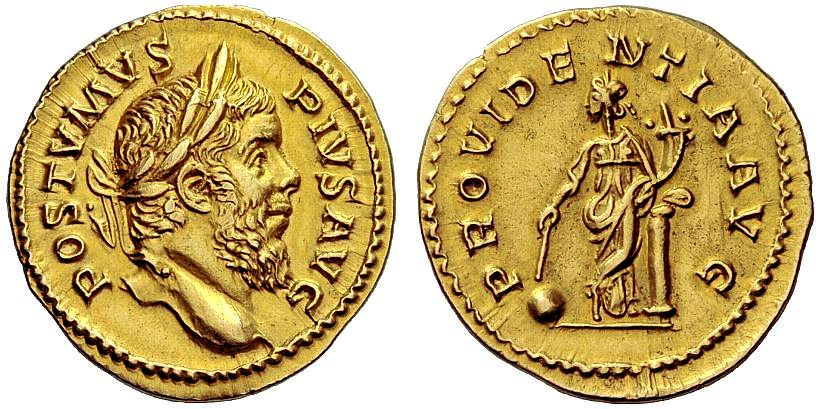
Áureo de Póstumo r.

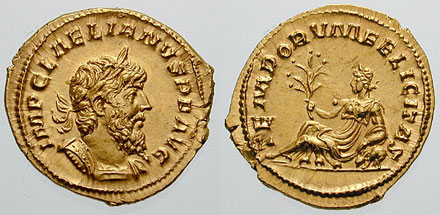
Áureo com reverso da Hispânia

A data de seu nascimento e origens são incertas e mesmo as fontes literárias citam-no com nomes errados; a História Augusta chama-o Loliano e Aurélio Victor chama-o Eliano. Apenas uma de suas primeiras moedas cita seu nome inteiro: Úlpio Cornélio Leliano. Não há evidência epigráfica e escrita para o ofício que reteve quando se tornou proeminente, tendo sido sugerido que foi legado da XXII Legião Primigênia ou governador da Germânia Superior; as fontes escritas aludem a Mogoncíaco, capital da Germânia Superior, como sua futura base de operações, o que dá reforço à segunda hipótese. Uma terceira hipótese, baseada num único áureo seu no qual há a figura da Germânia, que personificava como Virtude dos Soldados (Virtus Militum) e segurando uma bandeira com uma inscrição que alude à XXX Legião Úlpia Vitoriosa, é que fosse governador da Germânia Inferior; mas desde J. F. Drinkwater se pensa que, na verdade, foi uma tentativa de Leliano de conquistar o apoio da XXX Legião.
No momento de sua revolta contra o imperador Póstumo (r. 260–269), era governador da Germânia Superior e deve ter comandado a XXII Primigênia em sua capital e a VIII Augusta em Argentorato. Sua tentativa de usurpar o poder se contextualiza nas dificuldades políticas e militares crescentes que Póstumo enfrentou, sobretudo o cansaço das tropas da Fronteira do Reno. Talvez sua usurpação tenha ocorrido após a campanha militar bem-sucedida contra invasores germanos que a História Augusta atribui a seu reinado ou esteja ligada à invasão no sul chefiada pelo imperador Cláudio II (r. 268–270). A Hispânia, até então parte do Império das Gálias, foi a primeira região a ser reincorporada no Império Romano e isso talvez se justifique no fato de Leliano, como possível hispânico, poder ter obtido o apoio da aristocracia local.
Outro ponto de debate é a extensão de seu domínio. Centrou-se em Mogoncíaco, mas parece que tomou Colônia Agripina, permitindo-lhe ocupar a segunda casa da moeda de Póstumo e transferi-la à sua capital, e tentou sem êxito capturar Augusta dos Tréveros. As fontes não indicam o começo e fim exatos da usurpação, mas talvez se tenha rebelado em fevereiro ou março de 269. A julgar pelo número de moedas que emitiu em seu nome, sua rebelião deve ter durado ao menos dois ou três meses, até maio ou junho. Foi derrotado e morto por tropas de Póstumo, talvez em Mogoncíaco, e Póstumo foi morto por suas tropas logo após a tomada, por se recusar a deixá-los saqueá-la. Póstumo foi sucedido por Mário. Leliano é um dos Trinta Tiranos da História Augusta.

## Numismática
Sua cunhagem foi emitida em Mogoncíaco, não só porque era a base de sua revolta, mas porque várias das matrizes dos reversos de suas moedas foram reutilizadas por Mário para produzir sua cunhagem. Embora os áureos de Leliano tenham alguns tipos diferentes de reversos, seus antoninianos possuem apenas Vitória e Pax. Num de seus áureos, utilizado como indício de sua origem hispânica, há Hispânia personificada reclinada com um coelho ao seu lado.